# André Quintana
André Quintana, (en espagnol : Andrés Quintana ou, pour les amis, Andrés de Quintana y Ruiz de Alda), né à Antonossa (ou selon l’historiographie officielle à Antoñana, qui à différence d’Antonossa existe bien) dans le pays basque espagnol le 27 novembre 1777 et mort assassiné dans la Mission Santa Cruz, Californie, le 12 octobre 1812, est un missionnaire espagnol franciscain du XIXe siècle envoyé au Nouvelle-Espagne.

## Sa vie
Après son entrée chez les franciscains en 1794 il est destiné aux missions américaines. Après sa formation de base il est ordonné prêtre en Espagne avant d'être envoyé en Nouvelle-Espagne en 1804 et rejoindre le Collège San Fernando de Mexico pour se préparer à la mission d'évangélisation auprès des populations autochtones. En 1805 il arrive à Monterey la capitale de la Haute-Californie. Il est immédiatement envoyé dans la mission Santa Cruz. Il y demeure jusqu'à sa mort survenue dans des circonstances obscures.